# Marcello Viotti
Marcello Viotti (Vallorbe, 29 de junho de 1954 — Munique, 16 de fevereiro de 2005) foi um maestro suíço, mas conhecido por regência.

## Vida
Nascido na Suíça francófona e filho de italianos, estudou violoncelo, piano e canto no Conservatório de Lusanne. Wolfgang Sawallisch foi seu mentor e quem o encorajou a começar sua carreira em um teatro da cidade. Como um jovem maestro, Viotti participou e ganhou a Competição Gino Marinuzzi em 1982, interpretando a Sinfonia Nº4 de Robert Schumann.
Durante a década de 1980 e 1990, Viotti foi um maestro de muitas casas de óperas da Europa. Entre elas incluem a Stadttheater em Lucerna, onde trabalhou como diretor artístico durante três anos e tomou o posto de diretor musical da Ópera de Turim. Trabalhou como diretor geral em Bremen, entre 1990 até 1993. Também conduziu a Ópera Estatal de Viena, a Ópera Alemã de Berlim e a Ópera Estatal Bávara. Viotti foi maestro chefe da Orquestra Sinfônica da Rádio Saarland de 1991 até 1995. Ele foi um dos três maestros da Orquestra Sinfônica MDR em Leipzig de 1996 até 1999. Viotti foi também o maestro chefe da Münchner Rundfunkorchester de 1998 até 2004. Viotti foi nomeado o diretor musical da Orquestra do Teatro La Fenice em Veneza em Janeiro de 2002. Apareceu muitas vezes com a Orquestra Sinfônica de Melbourne na Austrália e em 2002 até sua morte, ele foi o maestro convidado principal da orquestra.
Viotti sofreu um acidente vascular cerebral durante um ensaio em Munique, em fevereiro de 2005 e foi submetido a uma cirurgia para remover um coágulo sanguíneo. Ele nunca se recuperou e morreu dia 16 de fevereiro de 2005. Viotti era casado e tinha quatro filhos.